# Efteling Museum
Het Efteling Museum werd in 2003 in het attractiepark de Efteling in de Noord-Brabantse plaats Kaatsheuvel op het destijds vernieuwde en uitgebreide Anton Pieckplein geopend. Het Efteling Museum is ingericht door Robert-Jaap Jansen en kostte €390.000,00. Het museum is aan 2 kanten te betreden.
Het museum, gevestigd in de voormalige werkplaats van de afdeling Ontwerp en Ontwikkeling, huisvest oude ornamenten, beelden en attributen van het park. Zo is onder andere de eerste originele vliegende fakir te zien, de sprekende plattegrond, de eerste heksen die zich boven op de toegangspoort naar het Sprookjesbos bevonden en vele tientallen mallen van koppen.
Veel van deze attributen lagen jarenlang opgeslagen in de catacomben onder het Spookslot. De niet in het museum geëxposeerde Eftelingattributen bevinden zich in de kelder onder Vogel Rok. De expositie wordt periodiek aangepast aan een bepaald thema of jubileum.

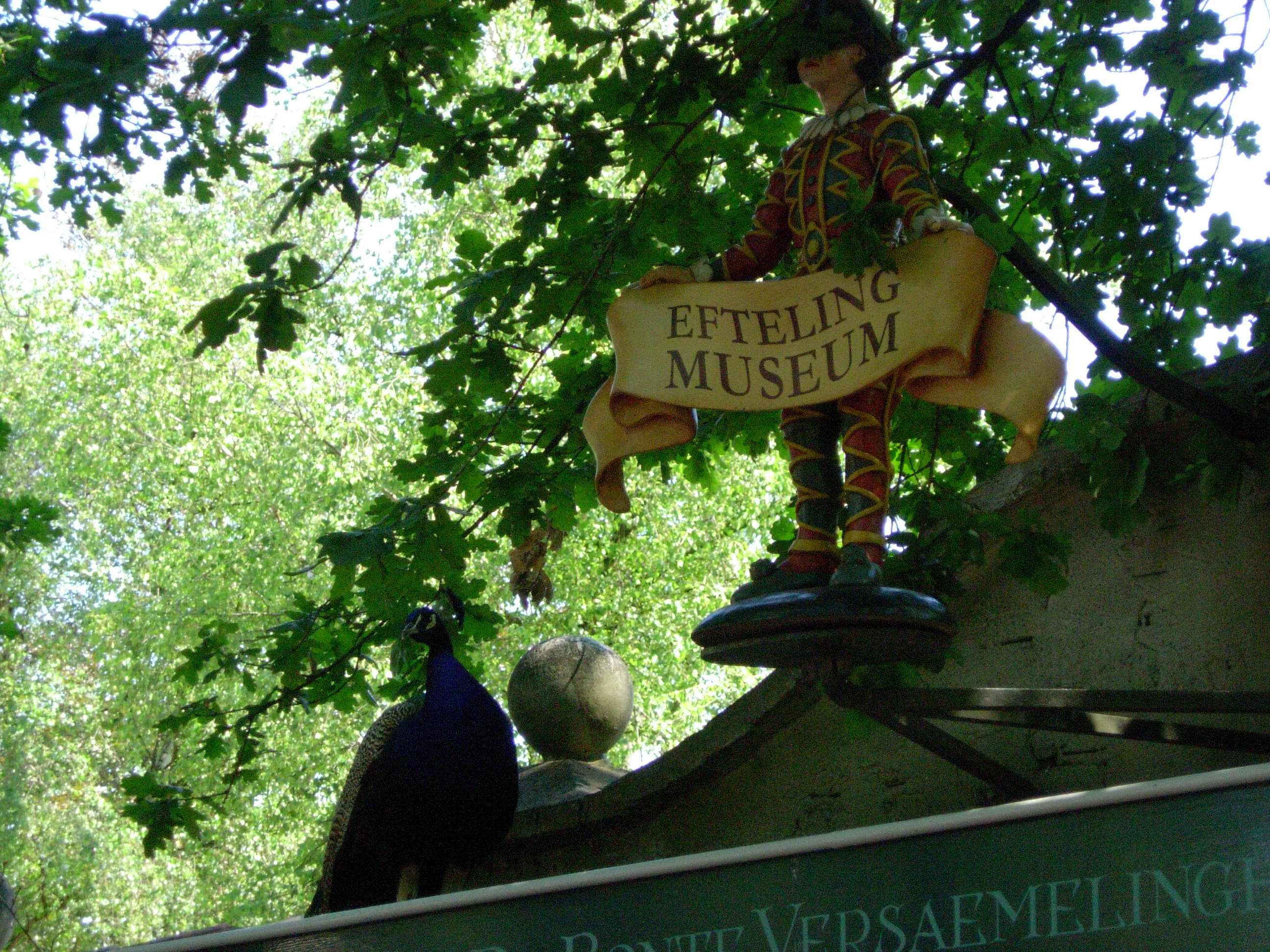
Ingang
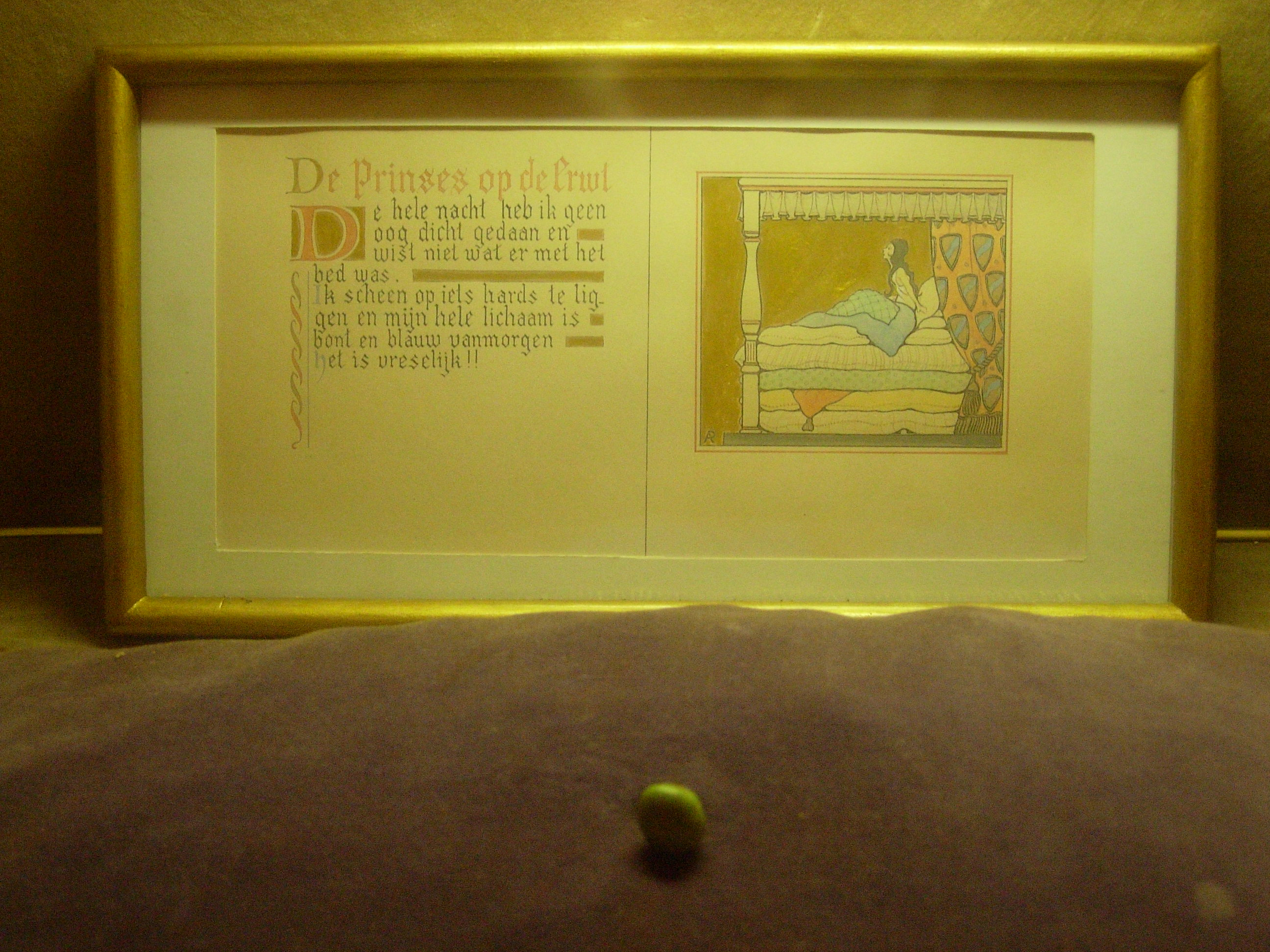
De prinses op de erwt in het sprookjeskabinet
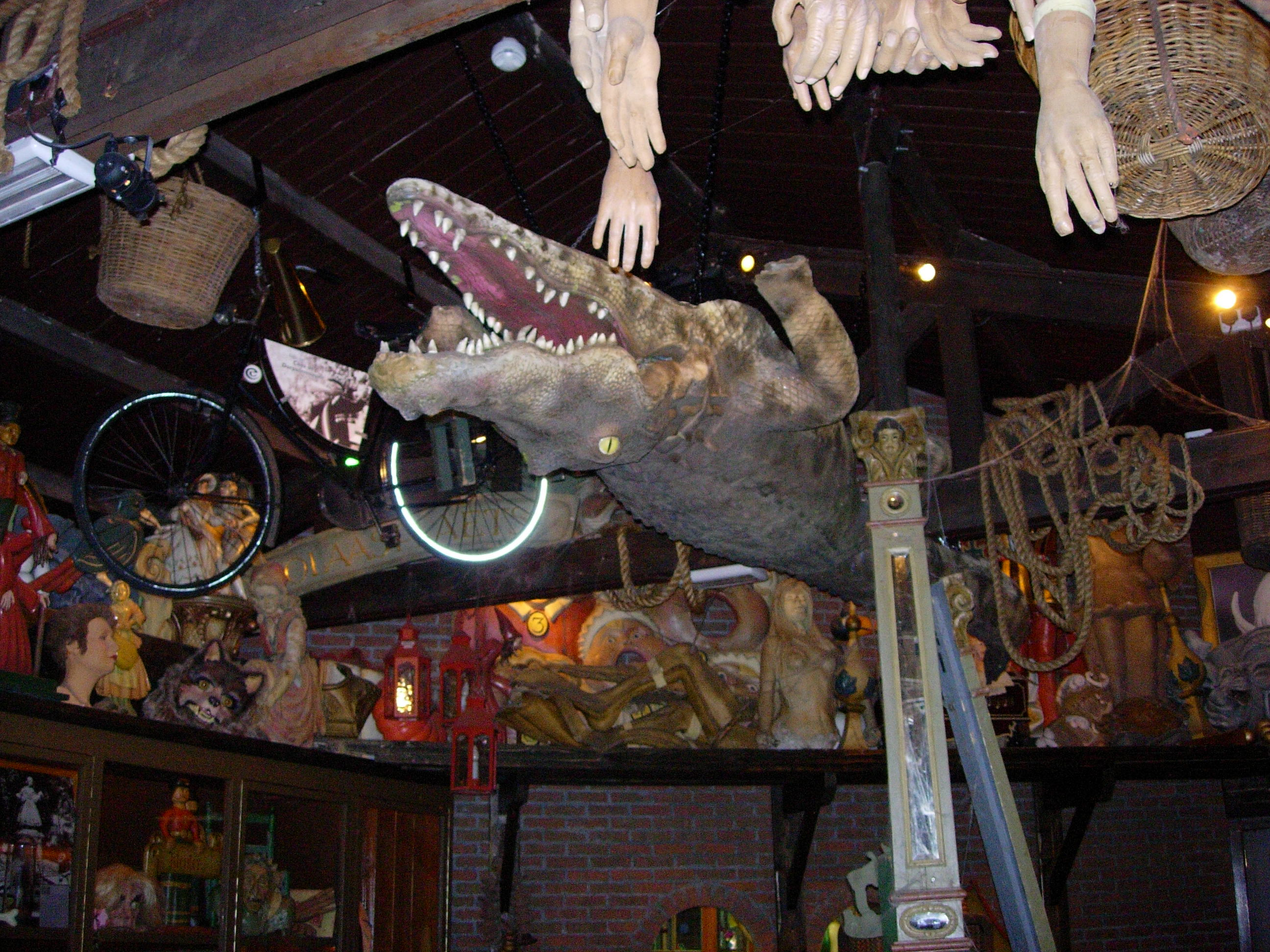
Wonder Depot
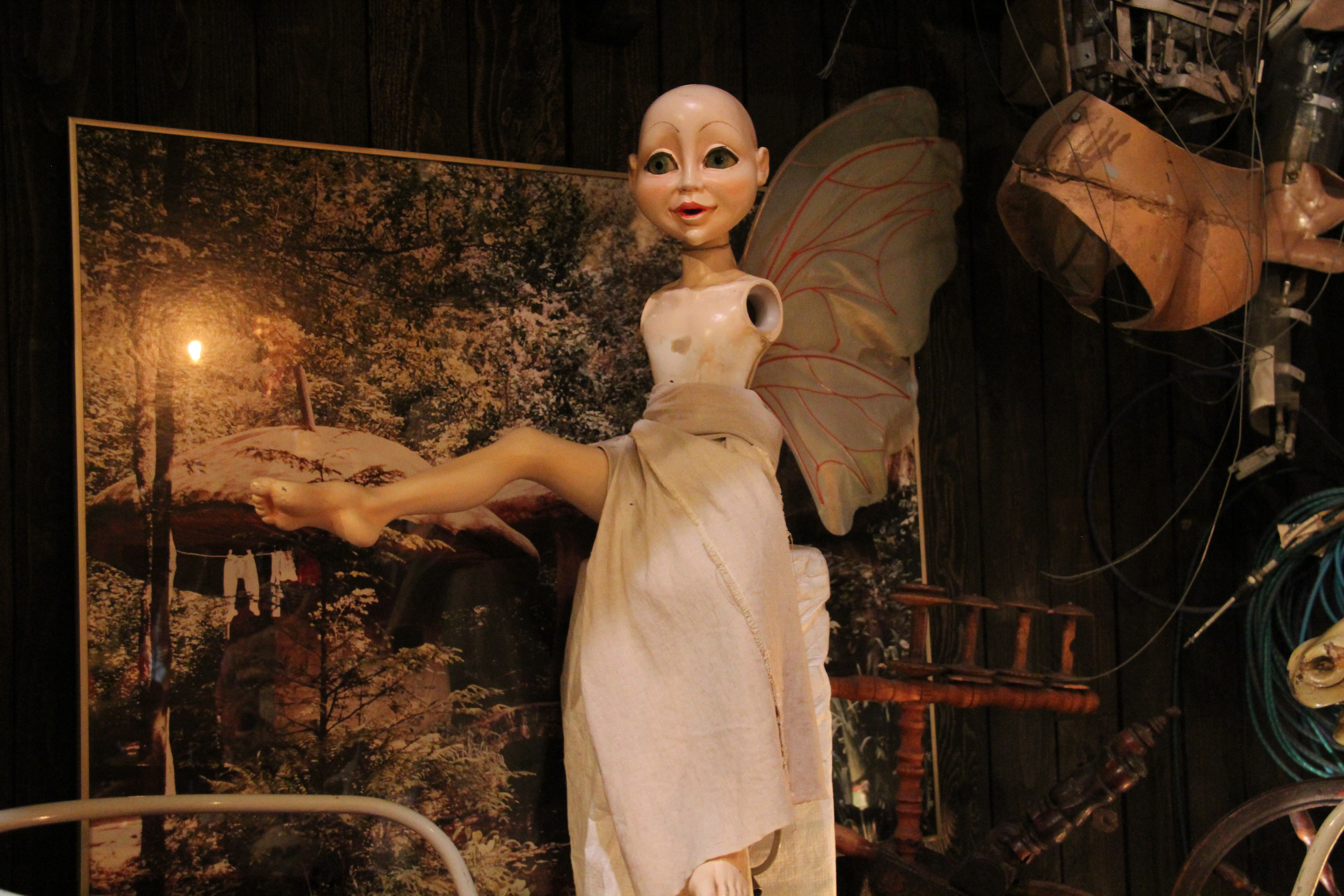
Elfje in het Wonder Depot

## Tentoonstellingen
De tentoonstellingen die in de expositieruimte gehouden zijn doorheen de jaren. 
| Jaar       | Naam                                          | Naar aanleiding van                                                                               |
| ---------- | --------------------------------------------- | ------------------------------------------------------------------------------------------------- |
| 2005       | 200 jaar Hans Christian Andersen              | Naar aanleiding van het Hans Christian Andersen-jaar.                                             |
| 2006       | 25 jaar Sensatie in de Efteling               | Naar aanleiding van 25-jarig bestaan van de Python                                                |
| 2007       | Van Poppenkast tot Theater                    | Expositie over het live-entertainment en evenementen in de Efteling.                              |
| 2008       | 50 jaar 'De Tuinman en de Fakir'              | Naar aanleiding van 50-jarig bestaan van de Vliegende Fakir                                       |
| 2009-2010  | Er heeft er één Honger Hoera Hoera            | Naar aanleiding van 50-jarig bestaan van Holle Bolle Gijs                                         |
| 2011       | Anton Pieck-tentoonstelling (2011)            | Expositie over Anton Pieck                                                                        |
| 2012-2016  | 60 jaar Efteling                              | Naar aanleiding van 60-jarig bestaan van de Efteling                                              |
| 2016-2019  | 50 jaar... Maanlichte Nachten                 | Naar aanleiding van 50-jarig bestaan van de Indische Waterlelies                                  |
| 2019-2023  | De 30 Sprookjes uit het Efteling Sprookjesbos | Naar aanleiding van het 30ste sprookje De Zes Zwanen                                              |
| 2023-heden | Anton Pieck-tentoonstelling (2023)            | Expositie over Anton Pieck Naar aanleiding van het heropenen van het vernieuwde Anton Pieck Plein |

Lijst van attracties in de Efteling · Lijst van sprookjes in de Efteling · Afbeeldingen